# Jimmy Ross
James Daniel "Jimmy" Ross (28 mars 1866 - 12 juin 1902) est un joueur de football écossais qui a joué pour le Liverpool FC à la fin du XIXe siècle.

## Biographie
Né à Édimbourg (Écosse), Ross joua pour St Bernard's FC puis à partir de 1883 pour Preston North End FC, il fit ses débuts en première division le 8 septembre 1888. 
Recruté par le manager de Liverpool FC, John McKenna pour la somme de 75 £ en 1894, il fit ses débuts en première division pour son nouveau club le 13 septembre 1894. Il marqua 12 fois mais ne peut empêcher la relégation de Liverpool. Il marqua 23 buts en 25 matchs en seconde division, permettant à Liverpool de revenir en première division.
La saison suivante, Liverpool finit 5e de la première division, et Ross marqua seulement deux fois en 21 matchs.
Ross fut transféré vers Burnley FC en mars 1897, il y a marqué 29 buts en 51 matchs, puis rejoint Manchester City FC inscrivant 21 buts en 67 matchs.
Il a été forcé de se retirer du football en raison de problèmes de santé après la saison 1900-01. Ross mourut le 12 juin 1902, à l'âge de 36 ans...
Son frère aîné, Nick Ross, fut aussi un footballeur.
Autour de la fin de siècle, la ligue de football a décidé d'imposer un salaire maximum de 4 £ par semaine pour les footballeurs professionnels. Pour un joueur à temps plein comme Ross, capable de jouer pour un salaire allant jusqu'à 10 £ par semaine, c'était une menace sérieuse pour leur gagne-pain. Pour contrer cette menace, Ross et les autres meilleurs joueurs de l'époque ont formé l'Association des footballeurs.

## Statistiques
| Saison                | Club                  | Championnat           | Championnat | Championnat | Coupe(s) nationale(s) | Coupe(s) nationale(s) | Play-offs | Play-offs | Total | Total |
| Saison                | Club                  | Division              | M.          | B.          | M.                    | B.                    | M.        | B.        | M.    | B.    |
| 1888-1889             | Preston North End     | 1                     | 21          | 19          | 5                     | 2                     | -         | -         | 26    | 21    |
| 1889-1890             | Preston North End     | 1                     | 21          | 19          | 3                     | 2                     | -         | -         | 24    | 21    |
| 1890-1891             | Preston North End     | 1                     | 13          | 5           | 0                     | 0                     | -         | -         | 13    | 5     |
| 1891-1892             | Preston North End     | 1                     | 26          | 16          | 4                     | 2                     | -         | -         | 30    | 18    |
| 1892-1893             | Preston North End     | 1                     | 25          | 8           | 7                     | 4                     | -         | -         | 32    | 12    |
| 1893-1894             | Preston North End     | 1                     | 24          | 18          | 2                     | 6                     | 1         | 1         | 27    | 25    |
| Sous-total            | Sous-total            | Sous-total            | 130         | 85          | 21                    | 16                    | 1         | 1         | 152   | 102   |
| 1894-1895             | Liverpool FC          | 1                     | 27          | 12          | 3                     | 0                     | 1         | 0         | 31    | 12    |
| 1895-1896             | Liverpool FC          | 2                     | 25          | 23          | 2                     | 1                     | 4         | 0         | 31    | 24    |
| 1896-1897             | Liverpool FC          | 1                     | 21          | 2           | 2                     | 1                     | -         | -         | 23    | 3     |
| Sous-total            | Sous-total            | Sous-total            | 73          | 37          | 7                     | 2                     | 5         | 0         | 85    | 39    |
| 1896-1897             | Burnley FC            | 1                     | 4           | 1           | 0                     | 0                     | 3         | 0         | 7     | 1     |
| 1897-1898             | Burnley FC            | 2                     | 27          | 23          | 3                     | 1                     | 4         | 1         | 34    | 25    |
| 1898-1899             | Burnley FC            | 1                     | 20          | 5           | 2                     | 1                     | -         | -         | 22    | 6     |
| Sous-total            | Sous-total            | Sous-total            | 51          | 29          | 5                     | 2                     | 7         | 1         | 63    | 32    |
| 1898-1899             | Manchester City       | 1                     | 9           | 7           | 0                     | 0                     | -         | -         | 9     | 7     |
| 1899-1900             | Manchester City       | 2                     | 26          | 10          | 1                     | 1                     | -         | -         | 27    | 11    |
| 1900-1901             | Manchester City       | 1                     | 25          | 3           | 1                     | 0                     | -         | -         | 26    | 3     |
| 1901-1902             | Manchester City       | 1                     | 7           | 1           | 1                     | 0                     | -         | -         | 8     | 1     |
| Sous-total            | Sous-total            | Sous-total            | 67          | 21          | 3                     | 1                     | -         | -         | 70    | 22    |
| Total sur la carrière | Total sur la carrière | Total sur la carrière | 321         | 172         | 36                    | 21                    | 13        | 2         | 370   | 195   |

## Palmarès
Preston North End
- Champion du Championnat d'Angleterre de football (2) :
  - 1889 & 1890.
- Vice-champion du Championnat d'Angleterre de football (3) :
  - 1891, 1892 & 1893.
- Meilleur buteur du Championnat d'Angleterre de football (1) :
  - 1890: 24 buts[2].
- Vainqueur de la FA Cup (1) :
  - 1889.
- Finaliste de la FA Cup (1) :
  - 1888.

Liverpool FC
- Champion du Championnat d'Angleterre de football D2 (1) :
  - 1896.

Burnley FC
- Champion du Championnat d'Angleterre de football D2 (1) :
  - 1898.

Manchester City
- Champion du Championnat d'Angleterre de football D2 (1) :
  - 1899.